# Tracey Lindberg
Tracey Lindberg é escritora, acadêmica, advogada e ativista dos direitos indígenas da Nação Kelly Lake Cree, na Colúmbia Britânica . Lindberg é Cree-Métis e membro do As'in'i'wa'chi Ni'yaw Nation Rocky Mountain Cree.
Lindberg ganhou a Medalha de Ouro do Governador Geral com sua dissertação sobre "Teoria Jurídica Indígena Crítica", e seu trabalho acadêmico lhe concedeu uma Cátedra de Pesquisa do Canadá em Conhecimento Tradicional Indígena. Lindberg trabalha com anciãos e líderes espirituais em comunidades indígenas para registrar e traduzir as leis indígenas. Lindberg passou dezenove anos lecionando na Athabasca University em Alberta antes de se mudar para a University of Ottawa.
Seu romance de estreia, Birdie, foi publicado em 2015 e é um best-seller nacional.. Apresenta o caminho da cura através da personagem principal, Bernice Meetos, uma mulher Cree que tenta se reconciliar com seu passado trágico. Foi dito que Birdie demonstra os efeitos da colonização, trauma intergeracional em famílias indígenas e fala sobre a história universal de autodescoberta. A novela foi selecionada para a edição de 2016 da Canada Reads, onde foi defendida pelo empresário Bruce Poon Tip . O romance também foi finalista do Alberta Literary Award, do Kobo Emerging Writer Prize e de uma longa seleção do International DUBLIN Literary Award 
Lindberg também se apresenta como cantora de blues .

## Educação
Lindberg recebeu seu bacharelado em direito pela Universidade de Saskatchewan, mestrado em direito pela Universidade de Harvard e doutorado em direito pela Universidade de Ottawa . Lindberg  foi a primeira mulher indígena no Canadá a concluir sua pós-graduação em Direito na Universidade de Harvard. Lindberg também é considerada a primeira mulher indígena a receber um doutorado em direito de uma universidade canadense.

## Primeiros escritos
As obras literárias de Lindberg demonstram a importância da tradição indígena, resiliência e como as narrativas podem capacitar populações marginalizadas. O trabalho escrito de Lindberg inclui ensaios e dissertações sobre governança indígena, feminismo indígena e educação indígena tradicional.

## Carreira (1997-2018)
Em 1997, Dr. Lindberg foi contratado para ensinar Justiça Criminal na Universidade Athabasca em Alberta. Em 2001, Lindberg ajudou a estabelecer o Centro Mundial de Conhecimento e Pesquisa Indígena e tornou-se diretora de Educação Indígena. Em 2010, Lindberg se tornou a quarta Cadeira de Pesquisa Canadense da Athabasca. Seu foco estava em Ordens Legais, Leis e Tradições Indígenas. Nesse ponto, Lindberg começou a dividir seu tempo entre a Athabasca University e a University of Ottawa e foi transferida para lá em tempo integral em 2016. Lindberg é professor de direito indígena e governo na Universidade de Ottawa .. Lindberg foi coautora do texto acadêmico de 2012 , Discovering Indigenous Lands: The Doctrine of Discovery in the English Colonies . As áreas de pesquisa de Lindberg incluem a lei Cree tradicional, defesa legal e ativismo para povos indígenas, bem como mulheres indígenas. Além de lecionar na Universidade de Ottawa, Lindberg leciona no Native Law Program e escreveu/ensinou cursos sobre direito empresarial aborígine, mulheres indígenas e cursos sobre resolução de disputas.

### Faculdade de Direito
Na Universidade de Ottawa, Lindberg é professor associado da Faculdade de Direito. Seu trabalho na academia e na lei informou outros advogados e profissionais não indígenas sobre a teoria jurídica indígena. A paixão de Lindberg por retradicionalizar a lei indígena é observada em sua análise de como a prática canadense viola a governança indígena. Dentro da Faculdade de Direito da UOttawa, a Seção de Direito Comum ofereceu um Programa de Direito Indígena pela primeira vez em setembro de 2016. Lindberg e outros professores ensinaram seções como princípios jurídicos indígenas, propriedade criminal e direito constitucional. Este curso na UOttawa é chamado de "Maanaajitoon/Torts", que inclui componentes de Anishinaabe, Haudenosaunee, Dene e Métis Law.

### Academia
Após o prêmio do Governador Geral (GG) em 2007, Lindberg continuou a publicar trabalhos que abordavam a importância dos direitos indígenas e práticas tradicionais. Muitas de suas publicações apareceram em livros coeditados com outros ilustres ganhadores do GG Awards, como Kim Campbell e Robert Bourassa.

### Reconciliação (2016)
Grande parte do trabalho acadêmico de Lindberg lida com a questão multifacetada da reconciliação das comunidades indígenas com o Canadá. Em 2016, Lindberg fez um discurso chamado (W)rec(k)-onciliation : Terras Indígenas e Respeito, Reciprocidade e Relações dos Povos.  Foi apresentado no segundo evento anual da Vancouver Island University para Tratados e Reconciliação Pré-Confederação. Sua abordagem à reconciliação se concentra em um processo complexo com muitos fatores envolvidos, em vez de um processo linear. Lindberg incorpora a reconciliação por meio de seu trabalho na comunidade e por meio de sua obra escrita, tanto literária quanto ficcional. Douglas White, que é diretor do Centro de Tratados e Reconciliação Pré-Confederação, admira a perspectiva de Lindberg sobre a reconciliação.
Em 2017, Lindberg apareceu no The Indigenous Writers' Gathering, que facilita a reconciliação entre indígenas e não indígenas por meio do compartilhamento da literatura indígena. Fez parte da Campanha IndigenousReads e envolveu discussões com muitos autores indígenas talentosos que compartilharam suas perspectivas sobre como superar adversidades e construir resistência.

### Ativismo
O ativismo social e político de Lindberg em direito indígena, governança, educação, reconciliação e com mulheres indígenas lhe rendeu o cargo de professora associada no Centro de Conhecimento e Pesquisa Indígena Mundial. Em 2018, Lindberg falou na primeira cúpula liderada por indígenas com foco na construção de soluções e na promoção da cura dos efeitos da Lei Indígena . A cúpula, determiNATION: Moving Beyond the Indian Act reuniu anciãos, líderes espirituais, jovens indígenas, acadêmicos e o Ministro das Relações Coroa-Indígenas para falar sobre questões que afetam as comunidades indígenas. Lindberg fez apresentações sobre a força dos sobreviventes de abuso que também aparecem em seu livro Birdie.  Lindberg defende que as narrativas dos povos indígenas sejam reconhecidas, especialmente para as mulheres indígenas e suas identidades culturais. Seu trabalho inclui advogar em nome da juventude indígena, onde Lindberg se concentra no empoderamento e no ensino da importância da linguagem indígena e da narração de histórias.
O ativismo político de Lindberg enfoca as complexidades da reconciliação dos povos indígenas. Em 2017, sua palestra na Indigenous Speaker Series da Vancouver Island University foi chamada (W)rec(k)-onciliation, para mostrar a prevalência do racismo institucionalizado e como ainda há trabalho a ser feito para promover a reconciliação dos povos indígenas com Canadá.

### Defensoria jurídica da mulher indígena
Lindberg defende as mulheres indígenas, devido ao fato de que muitas narrativas sobre mulheres indígenas foram usadas para prejudicar sua agência, conhecimento e apresentá-las de maneira destrutiva. Lindberg aborda essa questão escrevendo contra-narrativas, a fim de resgatar as histórias socioculturais sobre a história das mulheres indígenas, que podem ser vistas em seu trabalho. A Advocacia Legal para Mulheres Indígenas de Lindberg fornece uma abordagem anti-colonial para assistência jurídica e fornece representação adequada para mulheres indígenas.

### Mulheres indígenas desaparecidas e assassinadas
Lindberg também se concentrou na crise de mulheres e meninas indígenas desaparecidas e assassinadas no Canadá e nos Estados Unidos com seu artigo "Violência contra mulheres indígenas e o caso de Cindy Gladue", publicado em 2015. O artigo dá agência às famílias dos desaparecidos e assassinados e aborda a violência sistêmica que tem impactado as mulheres indígenas.

### Sobreviventes de violência sexual
Além do trabalho de Lindberg com mulheres indígenas, Lindberg trabalha com mulheres de diversas origens que sofreram violência sexual. Em 2018, Lindberg facilitou um workshop na Carleton University chamado "Survivors Writing Circle", que ensina a escrita como uma ferramenta de cura e recuperação para sobreviventes de violência sexual.

### Birdie (2015)
Birdie, publicado em 2015, foi o romance de estreia de Lindberg e dizem que preenche as lacunas do que a literatura canadense estava perdendo. A maioria da literatura canadense ignorou as escritoras indígenas, especialmente os romances sobre as experiências das mulheres indígenas. Birdie fornece ressurgimento e representação para mulheres indígenas e validade de suas experiências, bem como a jornada de autodescoberta. O romance de Lindberg não se concentra apenas nas experiências de mulheres indígenas, mas também oferece uma história universal de cura e recuperação. Birdie é enriquecido com elementos da cultura Cree que incorporam narrativa, tradição e linguagem. Lindberg interrompe propositalmente a ordem cronológica do tempo e desafia a ordem linear, já que a maior parte da história se passa na cama de Bernice Meetoos em um estado quase de sonho, alternando entre o passado e o presente. Muitas críticas disseram que Birdie desafia a história sombria do Canadá em relação à colonização dos povos indígenas, em contraste com o Canadá sendo visto por sua imagem de bondade nacional.

### Mulheres indígenas
Lindberg dá voz às mulheres indígenas ao apresentar a jornada de Bernice Meetoos, uma mulher Cree-Métis que se afasta do presente para trabalhar em seu passado traumático. Ao longo de seu romance, Lindberg incentiva as pessoas a serem responsáveis umas pelas outras, o que abre um diálogo honesto e inicia a conversa de reconciliação. Este romance aborda a epidemia de mulheres e meninas indígenas desaparecidas e assassinadas na América do Norte e as desigualdades econômicas e sociais nas comunidades indígenas.

### Cree Estética Poética
Lindberg usa Cree Poetic Aesthetics ao longo de seu romance com o uso de canções tradicionais, Cree Language, Cree law e humor. Em Cree Poetic Aesthetics, Lindberg usa a técnica da narrativa para dar identidade aos povos indígenas na literatura canadense. A maneira como Lindberg constrói suas frases, traduz a linguagem Cree, insere palavras politicamente carregadas e usa a auto-reflexão do personagem principal demonstra muitas das ferramentas linguísticas que reivindicam a identidade indígena. Lindberg usa a linguagem Plains Cree traduzindo Cree para o inglês em notas de rodapé. Lindberg também recupera certas depreciações raciais por meio da reapropriação.

### Lei do Cree

#### Wahkohtowin
Lindberg usa a ferramenta relacional de Cree Law em seu romance Birdie . Baseia-se no princípio de que todos estamos ligados ao universo e temos a obrigação recíproca de tratar uns aos outros com cuidado. A lei é chamada Wahkohtowin; Lindberg queria usar isso para explorar o vínculo íntimo que temos um com o outro, em um nível humano.

### Introdução deBirdienas escolas secundárias
Bruce Poon Tip estava no painel do Canada Reads Competition 2016 e foi o defensor de Birdie. Poon Tip via Birdie como uma obra que englobava a resistência indígena à colonização. Isso o motivou a introduzir o romance no Ensino Médio, em que seu primeiro projeto lançou 10.000 exemplares no Ensino Médio. Bruce Poon Tip vê Birdie como uma forma de encorajar as pessoas a re-tradicionalizar e descolonizar.

## Prêmios
Lindberg recebeu o prêmio de Melhor Livro do National Post em 2015. Lindberg também foi finalista do Canada Reads em 2016. Lindberg recebeu o Governor General's Award em 2007 após convocação para sua dissertação em Critical Indigenous Legal Theory. O trabalho acadêmico de Lindberg concedeu a Lindberg uma Cátedra de Pesquisa do Canadá em Conhecimento Tradicional Indígena, Ordens Legais e Lei. O Birdie de Lindberg em 2015 foi um best-seller nacional, finalista do CBC Canada Reads, melhor livro do ano, finalista do Alberta Literary Award e do Kobo Emerging Writer Prize, e uma longa seleção listada do International DUBLIN Literary Award . Lindberg também foi nomeado um "escritor para assistir" da CBC.
Em 2018, Lindberg foi nomeada membro da Royal Society of Canada .

## Apresentações
- Strength of Survivors (2018): Lindberg fala sobre alguns dos temas que surgem em seu romance Birdie e pede ao público que se envolva mais nas narrativas indígenas.[36] Lindberg faz muitas conexões com mulheres de diferentes origens que compartilham experiências semelhantes de abuso.[36]
- Don't Take No for an Answer (2018): Uma apresentação centrada na juventude, Lindberg compartilha sua história pessoal sobre o que contribuiu para sua escolha de carreira.[36] Lindberg se concentra no empoderamento dos jovens, fazendo o que lhe traz alegria e na importância do estabelecimento de metas.[36]
- Relacionamentos e reconciliação (2018): Lindberg fala sobre o estabelecimento de limites na manutenção de relacionamentos saudáveis e como isso afeta nossa compreensão de responsabilidade, territorialidade e como isso desafia certas perspectivas de reconciliação.[36]
- cultuRED Talks: Anniversary Edition with Tracey Lindberg (2016): Lindberg compartilha a arte de contar histórias indígenas com seu público, bem como ferramentas para renovação e sobrevivência.[37]

## Obras e publicações
- Lindberg, Tracy (2015). Birdie. HarperCollins Publishers.ISBN 9781554682942
- Lindberg, Tracy (2015). Daniel David Moses: Explorações faladas e escritas de seu trabalho Co-editado com David Brundage.ISBN 978-1-55071-948-2ISBN 978-1-55071-948-2
- Lindberg, Tracy (2010). Descobrindo Terras Indígenas: A Doutrina do Descobrimento nas Colônias Inglesas
- Lindberg, Tracy (2007). Dissertação sobre Teoria Crítica do Direito Indígena